# Rhinospinosa demani
Rhinospinosa demani is een krabbensoort uit de familie van de Inachidae. De wetenschappelijke naam van de soort is voor het eerst geldig gepubliceerd in 1929 door Balss.